# Sedna (mytologi)
För andra betydelser, se Sedna.

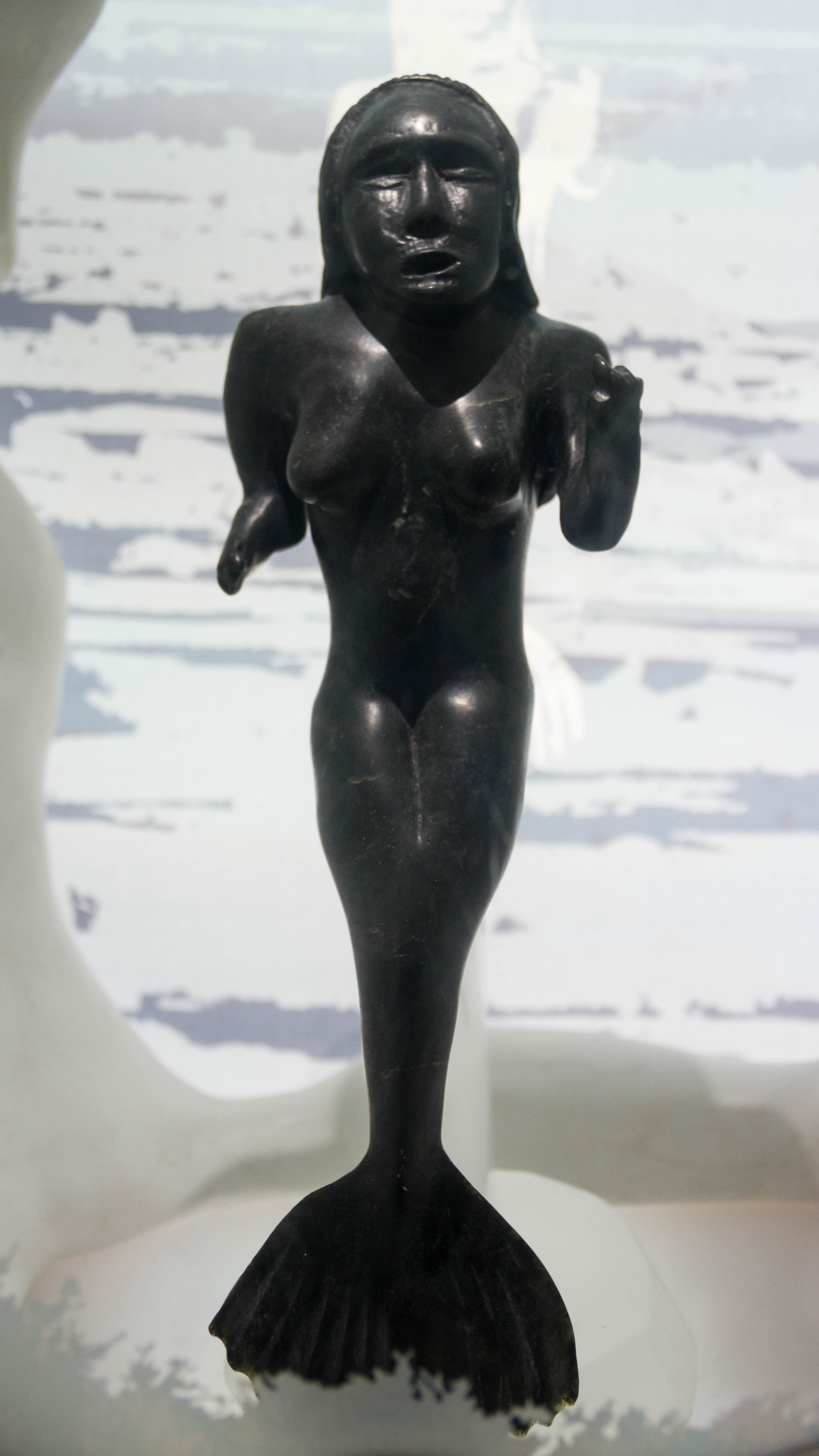
Sedna. Skulptur av mineral i serpentinserien av den kanadensiska skulptören Nuvualiak Alariak, här utställd på Océanopolis, ett franskt maritimt kulturcentrum i Brest.

Sedna är hos Inuiterna i Nordamerika havets och havsdjurens gudinna.
Hon är inuiternas motsvarighet till "moder jord": hon lever förvisso i havet, men inuiterna var lika beroende av fisket – havets skörd – som boende i andra områden kunde vara av den skörd som jordbruket ger.
Sedna tänks som en gammal kvinna som råder över fiskar och andra djur som lever i vattnet. Trots att hon har en viktig betydelse för inuiternas överlevnad ses hon ofta som avogt inställd mot människor. 
Hon sägs ha levt på jorden innan hon bortfördes av en vattenande. Enligt sägnen övergavs hon dessutom av sina föräldrar när de insåg att hon hade övernaturliga krafter.